# Stentore
Stentore (greco: Στέντωρ) era l'araldo dei guerrieri greci, descritti da Omero durante la guerra di Troia nell'Iliade. 
Aveva la caratteristica di possedere una voce pari a quella di cinquanta uomini, tanto potente da sentirsi a miglia di distanza. 
La dea Era prese le sue sembianze quando volle incoraggiare le truppe greche al combattimento. Morì in un duello vocale con Ermes.
Dal suo nome è scaturito l'aggettivo stentoreo, con riferimento a una voce potente: voce stentorea.

## Fonti
- Omero, Iliade, V, 783 ss.